# Sarah Leonor
Pour les articles homonymes, voir Leonor.
Sarah Petit, dite Sarah Leonor depuis 2008, est une réalisatrice et scénariste française.

## Biographie
Sarah Petit étudie le cinéma puis travaille comme journaliste, notamment pour le magazine Limelight. En 1994, elle réalise un court métrage documentaire, Napoli 90, en collaboration avec Benoît Finck. Elle enchaîne avec plusieurs courts et moyens métrages de fiction et fonde la société de production Les Films Hatari. En 2001, avec Michel Klein, elle coréalise le moyen métrage L'Arpenteur, tournée en Arménie, qui obtient le Prix Jean Vigo du court métrage en 2002. Elle enchaîne seule avec Le Lac et la Rivière, autre moyen métrage traitant de l'Arménie.
En 2008, elle sort son premier long métrage, Au voleur, utilisant pour la première fois le pseudonyme de Sarah Leonor. Le film est ensuite sélectionné dans plusieurs festivals internationaux dont le Festival international du film de Locarno 2009. Son second long métrage, Le Grand Homme, sort en 2014. En 2016, elle revient à un format plus court avec Et il devint montagne.

## Filmographie
Sarah Leonor est toujours scénariste ou coscénariste des films qu'elle réalise.
- 1994 : Napoli 90 (court métrage documentaire) - coréalisation avec Benoît Finck
- 1998 : Les Limbes (moyen métrage)
- 1999 : L'Arche de Noé de Philippe Ramos - seulement costumière
- 2001 : L'Arpenteur (moyen métrage) - également monteuse ; coréalisation avec Michel Klein
- 2003 : La Goutte-d'Or (court métrage) - également directrice de la photographie et monteuse
- 2003 : Le Lac et la Rivière (moyen métrage)
- 2008 : Au voleur
- 2014 : Le Grand Homme
- 2016 : Et il devint montagne (moyen métrage) - également monteuse
- 2023 : Ceux de la nuit (documentaire)

## Distinctions
- Prix Jean Vigo 2002 : prix du court métrage pour L'Arpenteur (partagé avec Michel Klein)
- Festival international du film de Locarno 2009 : en compétition pour le Léopard d'or pour Au voleur
- Festival international du cinéma indépendant IndieLisboa de Lisbonne 2010 : mention spéciale du prix FIPRESCI pour Au voleur
- CH:PIX 2012 : en compétition pour le prix du public pour Au voleur